# Amstel Gold Race 1986
L'Amstel Gold Race 1986, ventunesima edizione della corsa, si svolse il 26 aprile 1986 su un percorso di 242 km da Heerlen a Meerssen. Fu vinta dall'olandese Steven Rooks, che terminò in 6h 08' 12".

## Ordine d'arrivo (Top 10)
| Pos. | Corridore          | Squadra        | Tempo    |
| ---- | ------------------ | -------------- | -------- |
| 1    | Steven Rooks       | PDM-Gin MG     | 6h08'12" |
| 2    | Joop Zoetemelk     | Kwantum        | s.t.     |
| 3    | Ronny van Holen    | Lotto-Merckx   | a 37"    |
| 4    | Joey McLoughlin    | ANC-Halfords   | s.t.     |
| 5    | Teun van Vliet     | Panasonic      | s.t.     |
| 6    | Adrie van der Poel | Kwantum        | s.t.     |
| 7    | Francesco Moser    | Sup. Brianzoli | s.t.     |
| 8    | Marc Sergeant      | Lotto-Merckx   | s.t.     |
| 9    | Claude Criquielion | Hitachi-Marc   | s.t.     |
| 10   | Nico Emonds        | Kwantum        | s.t.     |